# آلبرت محرابیان
آلبرت مهرابیان (متولد سال ۱۹۳۹ در یک خانواده ارمنی در ایران)، در حال حاضر استاد بازنشسته روانشناسی، دانشگاه کالیفرنیا)، او بیشتر بخاطر نوشته‌هایش در اهمیت نسبی پیام‌های کلامی و غیر کلامی شناخته شده‌است. یافته‌های او دربارهٔ پیام‌های متناقض احساسات و حالت در سمینار ارتباطات انسانی در سراسر جهان نقل شده‌است، و همچنین به عنوان قانون ۷٪ -۳۸٪ -۵۵٪ شناخته شده‌است.
عناصر ارتباطات:
فرستنده، رمز گذار
پیام
رسانه
کانال
گیرنده، رمز گشا
باز خورد
مهرابیان در مطالعات خود، به دو نتیجه‌گیری می‌رسد. اول، که در واقع سه عنصر در هر گونه ارتباط چهره به چهره وجود دارد:
کلام
تن صدا
رفتار غیرکلامی (به عنوان مثال، بیان چهره)
دوم، عناصر غیر کلامی خصوصاًبرای برقراری ارتباط احساسات و نگرش مهم است، به ویژه هنگامی که آنها ناهمخوان است: اگر کلمات با لحن و رفتار غیر کلامی مخالف باشد، مردم به باور، آهنگ کلام و رفتار غیر کلامی تمایل دارند.
این چنین نیست که عناصر غیر کلامی در همه انتقال احساسات بخش عمده‌ای از پیام باشد، حتی اگر نتیجه‌گیری‌های خود را گاهی اوقات بد تفسیر کنند. به عنوان مثال، در زمان سخنرانی یا ارائه، محتوای متنی سخنرانی تماماً شفاهی منتقل می‌شوند، اما نشانه‌های غیر کلامی در انتقال نگرش گوینده نسبت به آنچه آنها می‌گویند، به ویژه باور و اعتقاد راسخ خود بسیار مهم می‌باشد.
مهرابیان معتقد است سه عنصر تن، کلام و رفتار غیر کلامی اساس ارتباط چهره به چهره میان افراد می‌باشد. آلبرت مهرابیان در کتاب پیام خاموش خود بیان کرده‌است، در ارتباط با فردی دیگر تنها ۳۸ درصد از پیام ما از طریق تن صدا و ۵۵ درصد از طریق زبان بدن منتقل می‌شود. این خود نشان دهنده اهمیت زبان بدن (پیام‌های غیر کلامی) در ارتباطات روزمره ما می‌باشد.